# Krzysztof Jabłoński (pianista)
Krzysztof Jabłoński (ur. 2 marca 1965 we Wrocławiu) – polski pianista oraz kameralista, profesor, pedagog i organizator pianistycznych kursów mistrzowskich, laureat konkursów muzycznych, w tym III nagrody na XI Międzynarodowym Konkursie Pianistycznym im. Fryderyka Chopina w Warszawie (1985) oraz juror międzynarodowych konkursów pianistycznych.

## Życiorys

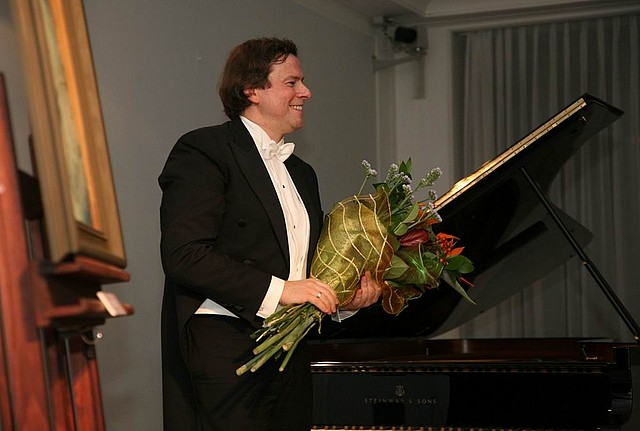
Krzysztof Jabłoński podczas koncertu w 2010

Naukę gry na fortepianie rozpoczął w wieku 6 lat u Janiny Butor, u której uczył się dwanaście lat. Będąc wybitnie uzdolnionym został stypendystą organizacji i towarzystw muzycznych, m.in. Towarzystwa im. Fryderyka Chopina. Mając dwanaście lat zagrał po raz pierwszy z orkiestrą. Następnie wziął udział w konkursach pianistycznych, najpierw krajowych, a następnie zagranicznych. Będąc najmłodszym uczestnikiem (15 lat) zajął V miejsce na konkursie Premio Dino Ciani w Mediolanie w 1980. Przewodniczący jury tego konkursu Nikita Magaloff zaprosił go wówczas na swoje kursy mistrzowskie. W latach 1983–1986 studiował w Akademii Muzycznej im. Karola Szymanowskiego w Katowicach w klasie prof. Andrzeja Jasińskiego, kończąc uczelnię z wyróżnieniem, a następnie w 1997 uzyskał na tej uczelni stopień naukowy doktora.
Po zdobyciu brązowego medalu w XI Konkursie Chopinowskim w Warszawie rozpoczął występy na estradach krajowych i zagranicznych oraz nagrał płyty dla różnych wytwórni. Gościł na estradach: Europy, Ameryki Północnej, Południowej i Azji, m.in. w Meksyku, Izraelu, Japonii oraz Korei Południowej.
Współpracował z takimi dyrygentami, jak: Mario Bernardi, Andrzej Boreyko, Frans Brüggen, Sergiu Comissiona, Jacek Kaspszyk, Jerzy Katlewicz, Jan Krenz, Jesús López Cobos, Grzegorz Nowak, Krzysztof Penderecki, Marek Pijarowski, Witold Rowicki, Michael Stern, Yukinori Tezuka czy Ronald Zollman. Artysta występował z następującymi orkiestrami, m.in.: Orchestra of the 18th Century, Berner Symphonieorchester, Jenaer Philharmonie, Radio-Sinfonieorchester Stuttgart des SWR, London Philharmonic Orchestra, Orkiestrą Symfoniczną Filharmonii Narodowej, Düsseldorfer Symphoniker, Hamburger Symphoniker, Festival Orchestra of the Grand Teton Music Festival, Helsinki Philharmonic Orchestra, Lahti Symphony Orchestra, Tokijską Orkiestrą Filharmoniczną, Kirishima Festival Orchestra czy Narodową Orkiestrą Symfoniczną Polskiego Radia w Katowicach. Dwukrotnie wystąpił w ramach cyklu koncertów mistrzowskich w Filharmonii Berlińskiej.
Jako kameralista występował m.in. z: Deseret String Quartet, Israel Chamber Orchestra String Quartet, Shanghai Quartet oraz z takimi artystami, jak: Andrzej Bauer, Roberto Díaz, Daniel Gaede, Ewa Iżykowska, Stefan Kamasa, Tamaki Kawakubo, Konstanty Andrzej Kulka, Shauna Rolston czy Tomasz Strahl, z którym założył zespół Chopin Duo. Od 2005 jest członkiem Kwintetu Warszawskiego, założonego w 1963 przez Władysława Szpilmana i Bronisława Gimpla. W 2008 zainicjował powstanie zespołu Kulka Trio w składzie: Konstanty Andrzej Kulka (skrzypce), Tomasz Strahl (wiolonczela) i Krzysztof Jabłoński (fortepian).
Obok najbardziej znanych dzieł literatury fortepianowej sięga także do mniej znanych pozycji jak koncerty fortepianowe Henry Litolffa czy Ernsta von Dohnányi. Był zapraszany do współpracy z baletem, operą oraz do udziału w realizacjach spektakularnych, multimedialnych projektów jak np. wykonanie „Prometeusza” Aleksandra Skriabina z Düsseldorfer Symphoniker, baletu „Fortepianissimo” do choreografii Leonida Miasina w Teatrze Wielkim w Warszawie czy wykonania fortepianowej wersji dramatu lirycznego Claude'a Debussy'ego „Peleas i Melisanda” (w reżyserii Tomasza Koniny). Był specjalnym gościem Opernball w Wiedniu, gdzie wykonywał muzykę Fryderyka Chopina podczas słynnego balu w Operze Wiedeńskiej wraz z Vienna State Opera Ballet do choreografii Giorgio Madii. Zagrał dla wielotysięcznej publiczności wraz z Grant Park Symphony Orchestra pod batutą Krzysztofa Urbańskiego w Jay Pritzker Pavilion w Parku Milenijnym w Chicago. W lutym 2013 wykonał I koncert fortepianowy Czajkowskiego pod batutą Walerija Giergijewa z Helsinki Philharmonic Orchestra podczas koncertu charytatywnego „Clean Baltic Sea Concert” w Helsinkach. Koncert został zarejestrowany przez telewizję fińską. Jubileusz 30-lecia pracy artystycznej rozpoczął wykonaniem I koncertu fortepianowego Fryderyka Chopina z Yomiuri Nippon Symphony Orchestra w Tokio w styczniu 2015. I Koncert fortepianowy Chopina powtórzył w Filharmonii Narodowej w Warszawie podczas festiwalu „Chopin i jego Europa”. Jubileuszowy rok zakończył wykonaniem II koncertu fortepianowego g-moll op. 22 Camille'a Saint-Saënsa z Orkiestrą Filharmonii Narodowej w Warszawie pod batutą Patricka Fournilliera.
W 2016 otrzymał od Narodowego Instytutu Fryderyka Chopina w Warszawie zaszczytną propozycję, będącą – jak sam stwierdził – „projektem życia”, zarejestrowania kompletu dzieł Fryderyka Chopina na fortepianach współczesnych oraz historycznych. W 1999 Minister Kultury Turcji odznaczył pianistę za wkład w popularyzację muzyki oraz złożył specjalne podziękowania za udział w obchodach roku Chopinowskiego w Turcji. Od 2000 jest członkiem Zarządu Międzynarodowego Towarzystwa Chopinowskiego w Wiedniu.
Krzysztof Jabłoński jest pedagogiem muzycznym. W latach 1994–1995 prowadził klasę fortepianu w Akademii Muzycznej im. Karola Lipińskiego we Wrocławiu, w latach 1997–1999 w Akademii Muzycznej im. Karola Szymanowskiego w Katowicach. Od 2004 do 2017 był wykładowcą Uniwersytetu Muzycznego Fryderyka Chopina w Warszawie. Pracuje na wydziale fortepianu Konserwatorium w Calgary (ang. Mount Royal University - The Conservatory in Calgary). Ponadto w okresie 2016–2017 był także profesorem na Wydziale Sztuk Pięknych Uniwersytetu w Lethbridge (ang. Faculty of Fine Arts of the University of Lethbridge).
W 2006 otrzymał z rąk prezydenta Lecha Kaczyńskiego tytuł profesora. Prowadzi kursy mistrzowskie oraz wykłady na uczelniach muzycznych. Brał udział w pracach jury międzynarodowych konkursów pianistycznych, m.in. XV i XVIII Międzynarodowego Konkursu Pianistycznego im. Fryderyka Chopina w Warszawie, International Frederic Chopin Piano Competition in ASIA oraz The Seventh National Chopin Piano Competition of the United States.
Od 1998 mieszka w Calgary w Kanadzie.

## Nagrody i wyróżnienia
Zdobył następujące nagrody w międzynarodowych konkursach pianistycznych:
| Nagrody na Konkursach pianistycznych | |               |                   |
| Rok                                  | Nagroda | Miasto        | Państwo           |
| 1980                                 | V nagroda na Międzynarodowym Konkursie Pianistycznym im. Dino Cianiego                                            | Mediolan      | Włochy            |
| 1985                                 | III nagroda na XI Międzynarodowym Konkursie Pianistycznym im. Fryderyka Chopina                                   | Warszawa      | Polska            |
| 1988                                 | I nagroda oraz dodatkowa nagroda za najlepsze wykonanie utworów Chopina na II Międzynarodowym Konkursie Muzycznym | Palm Beach    | Stany Zjednoczone |
| 1988                                 | I nagroda na X Międzynarodowym Konkursie Pianistycznym „Rina Sala Gallo”                                          | Monza         | Włochy            |
| 1988                                 | II nagroda na Międzynarodowym Konkursie GPA                                                                       | Dublin        | Irlandia          |
| 1989                                 | Złoty Medal Artura Rubinsteina na VI Międzynarodowym Mistrzowskim Konkursie Pianistycznym im. Artura Rubinsteina  | Tel Awiw-Jafa | Izrael            |
| 1992                                 | Nagroda specjalna im. Jorge Boleta na Międzynarodowym Konkursie Muzycznym „The Walter Naumburg Foundation”        | Nowy Jork     | Stany Zjednoczone |
| 1992                                 | II nagroda na Międzynarodowym Konkursie Pianistycznym im. Esther Honens                                           | Calgary       | Kanada            |

## Dyskografia
Ma w dorobku płyty kompaktowe nagrane w Japonii, Niemczech i w Polsce. W ramach Wydania Narodowego Dzieł Fryderyka Chopina pod redakcją prof. Jana Ekiera zarejestrował komplety etiud, preludiów, impromptu (1998), a także Wariacje op. 2 i Rondo à la Krakowiak z orkiestrą Sinfonia Varsovia pod dyrekcją Jacka Kaspszyka (2000). Wraz z Kwintetem Warszawskim nagrał Kwintety fortepianowe Grażyny Bacewicz i Juliusza Zarębskiego, a z Tomaszem Strahlem oraz Krzysztofem Andrzejem Kulką - komplet dzieł kameralnych Chopina. Poza tym jego nagrania zostały wydane na innych płytach kompilacyjnych wraz z nagraniami innych wykonawców i orkiestr.
| Albumy |                                                                                |              |                                     |
| Rok    | Tytuł                                                                          | Data wydania | Wydawca                             |
| 1989   | Mozart – Mozart aus dem Ludwigsburger Schloß IV                                | 1989         | Bayer Records                       |
| 1990   | Masters Of Classical Music                                                     | 9.07.1990    | Laserlight                          |
| 1990   | Chopin: Masters Of Classical Music, Vol. 8                                     | 18.10.1990   | Laserlight                          |
| 1991   | Meditation - Classical Relaxation Vol. 1-10 CD                                 | 25.08.1991   | Laserlight                          |
| 1991   | Instruments of Classical Music Vol. 7 - The Piano CD                           | 23.09.1991   | Laserlight                          |
| 1991   | Instruments of Classical Music Vol. 1-10 CD                                    | 25.09.1991   | Laserlight                          |
| 1991   | Instruments of Classical Music Vol. 6-10 CD                                    | 25.09.1991   | Laserlight                          |
| 1991   | Masters Of Classical Music Vol. 6-10 CD                                        | 25.09.1991   | Laserlight                          |
| 1993   | Romantic Evening Music CD                                                      | 26.10.1993   | Laserlight                          |
| 1997   | Chopin: Nocturne / Etude / Scherzo / Waltz CD                                  | 6.11.1997    | Exclusiv                            |
| 1997   | Haydn / Beethoven                                                              | 1997         | Universal Music Polska              |
| 1998   | Classical Relaxation V6: Meditation CD                                         | 15.05.1998   | Music                               |
| 1998   | Most Beautiful Melodies of Classical Music - Ave Maria CD                      | 4.11.1998    | Laserlight                          |
| 1998   | Chopin: Preludes, Impromptus                                                   | 1.01.1999    | BeArTon                             |
| 1999   | Classical Masterpieces Of The Millenium CD                                     | 10.08.1999   | Laserlight                          |
| 1999   | Chopin: Fortepianissimo                                                        | 1999         | Fundacja „Opera”                    |
| 2003   | Meditation CD                                                                  | 13.02.2003   | Laserlight                          |
| 2003   | Melodies Of Classical Music CD                                                 | 18.02.2003   | Laserlight                          |
| 2006   | Dubourg, Gerard, Jando: Piano Dreams - Für Elise CD                            | 1.01.2006    | Laserlight                          |
| 2009   | Chopin: Masters Of Classical Music                                             | 1.12.2009    | Cobra Entertainment LLC.            |
| 2010   | Mussorgsky, M.P.: Pictures At An Exhibition / Kinderszenen / Children's Corner | 1.06.2010    | CD Accord Music Edition             |
| 2010   | Beethoven: Piano Sonata                                                        | 27.07.2010   | IMC MUSIC                           |
| 2016   | 100 Piano Dinner Classics                                                      | 19.08.2016   | Dream Collection                    |
| 2016   | Midsummer Night's Dream: 100 Tracks For A Relaxing Evening                     | 26.08.2016   | Dream Collection                    |
| 2016   | Chopin: Etiudy op. 10, 25                                                      | 2016         | Narodowy Instytut Fryderyka Chopina |
| 2017   | Chopin: Etiudy op. 10, 25                                                      | 2017         | Narodowy Instytut Fryderyka Chopina |